# Toni Kater
Toni Kater (* 1977 in Blankenburg (Harz)), eigentlich Anett Ecklebe, ist eine deutsche Musikerin und Autorin.

## Biografie
Toni Kater ist der Künstlername von Anett Ecklebe. Seit 1996 lebt und arbeitet sie in Berlin. Nach dem Abitur am Burggymnasium Wettin studierte sie Musikwissenschaften und Germanistik an der Technischen Universität Berlin. Das Studium schloss sie im November 2006 mit Magistertitel bei Helga de la Motte-Haber ab. 
Ihr Debütalbum Gegen die Zeit, produziert von Inga Humpe und Tommi Eckart (2raumwohnung), erschien 2004 auf deren Label it sounds. 2005 erschien ebenfalls dort das Nachfolgealbum Futter, produziert mit Martin Englert und aufgenommen mit ihrer damaligen Liveband (Bass: Matz Laufer, Gitarre: Carsten Diekmann, Schlagzeug: Daniel Eichholz, Gesang, Keyboard: Toni Kater).
2011 gründete sie ihr eigenes Label Toni Kater Records, auf dem sie seitdem, bis auf das Album Eigentum (pop out Musik, 2015), alle Alben veröffentlicht.  
Gemeinsam mit dem Produzenten Ralf Goldkind nahm sie zwischen 2016 und 2017 das Album Gingua auf, auf dem auch Kristof Hahn, Rudolf Moser, Knox Chandler und Rudi Nielson zu hören sind. Dieses Album ist eher dem Ambient zuzuordnen und enthält einige französische Texte. 
Toni Katers Musik wurde für einige Werbeclips verwendet (2002: Cabinett; 2005: Schiesser; 2009: 60 Jahre VW). Auch für Film und Theater komponiert sie Musik, zum Beispiel Küss mich, Frosch (2000),  Fairy Kings: if trees could talk (2011), Schwestern (2013), Die Wahrheit kommt,  Tame the resisting rest of me (gemeinsam mit Paul Lemp, 2014), Viertelmonat (2014) und Der lange Sommer der Theorie (2017).
Im Mückenschweinverlag erschienen bisher drei Fabelbücher von ihr: Graf Rudi (2011), Der Igel und die Fledermaus (2013) und Der Tintenfisch (2017).
Einladungen als Musikerin führten sie nach Athen, Neu-Delhi, Nikosia (Moving Silence Stummfilm-Festival) und nach Tokio.

## Diskografie

### Alben
- 2004: Gegen die Zeit
- 2005: Futter
- 2012: Sie fiel vom Himmel
- 2013: airborne
- 2015: Eigentum
- 2019: Gingua
- 2020: Die schönen Dinge sind gefährlich
- 2024: Jemals

### Singles
- 2004: Wo bist du?
- 2004: Es muss nur weit sein
- 2004: Stern (Promo)
- 2005: Tiger deiner Berge
- 2006: Liebe ist
- 2008: Fuchslied (ich fahre und fahre …) (Download)
- 2020: Dieser Augenblick
- 2020: Parallel

### Weitere Veröffentlichungen
- 2011: Weihnachtslieder (a cappella, Download)